# Stuckatörens hus
Stuckatörens hus är en byggnad på David Bagares gata 10, på Norrmalm i centrala Stockholm. Bostaden i Stuckatörens hus är en av Stadsmuseets museilägenheter. Byggnaden blev 2012 förklarad som byggnadsminne av Länsstyrelsen i Stockholms län.

## Historik

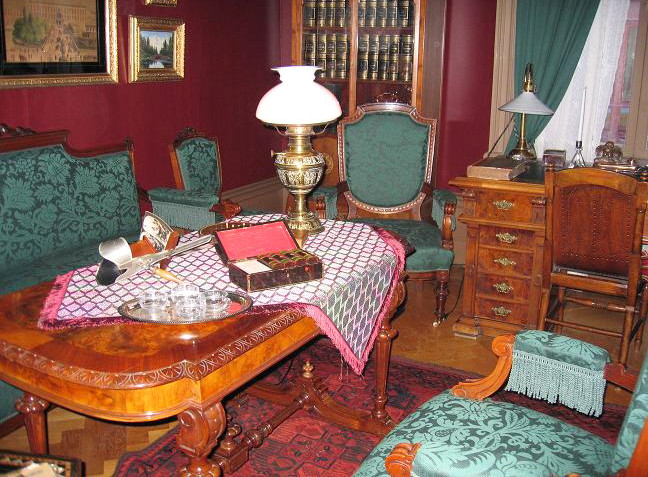
Del av herrummet.

Huset uppfördes av stuckatören Axel Notini 1882–83. Notinis bostadshus var tänkt att såväl invändigt som utvändigt visa upp hans konst. Stucken, som utfördes av en blandning av gips, cement och lim, och vilken lätt kunde formas till dekorativa figurer var vid denna tid högsta mode. Uppdraget att rita huset gick till Valfrid Karlson som nyss startat egen arkitektfirma.
Karlson ritade ett miniatyrpalats utmed den starkt sluttande gatan och försåg det med en rikt dekorerad fasad i italiensk nyrenässans på en granitsockel. Putsfasaden smyckades med karyatider och korintiska pilastrar av stuck och pressad zinkplåt. Notini utförde själv stuckarbetena i salonger och trapphus. Trapphuset är rikt dekorerat med dansande gudomligheter under ett tunnvälvt kassettak. Längs den svängda gjutjärnstrappan finns nischer med gipsskulpturer. Utöver Notinis paradvåning en trappa upp inrymde huset ytterligare tre lägenheter. På gården fanns tidigare verkstad och bostadshus för arbetarna.
Familjen Notinis våning köptes 1992 av Samfundet S:t Erik som överlämnade den som gåva till Stockholms stad. Den välbevarade bostaden med tidstypiska interiörer visas av Stadsmuseet i Stockholm.

## Bilder
Bildsvit fotograferad av Lennart af Petersens 1964.

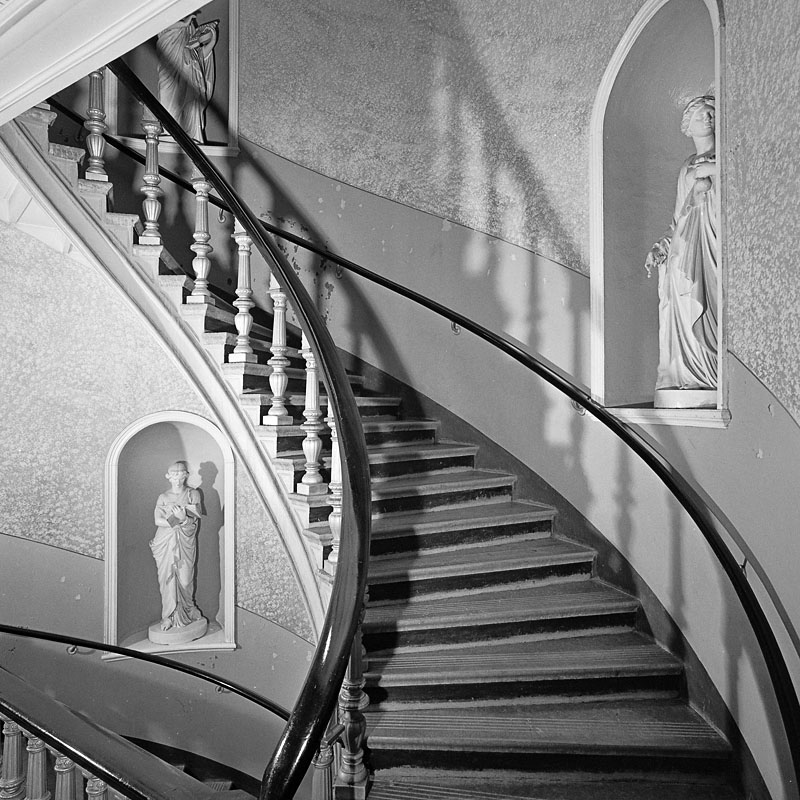
Trapphuset
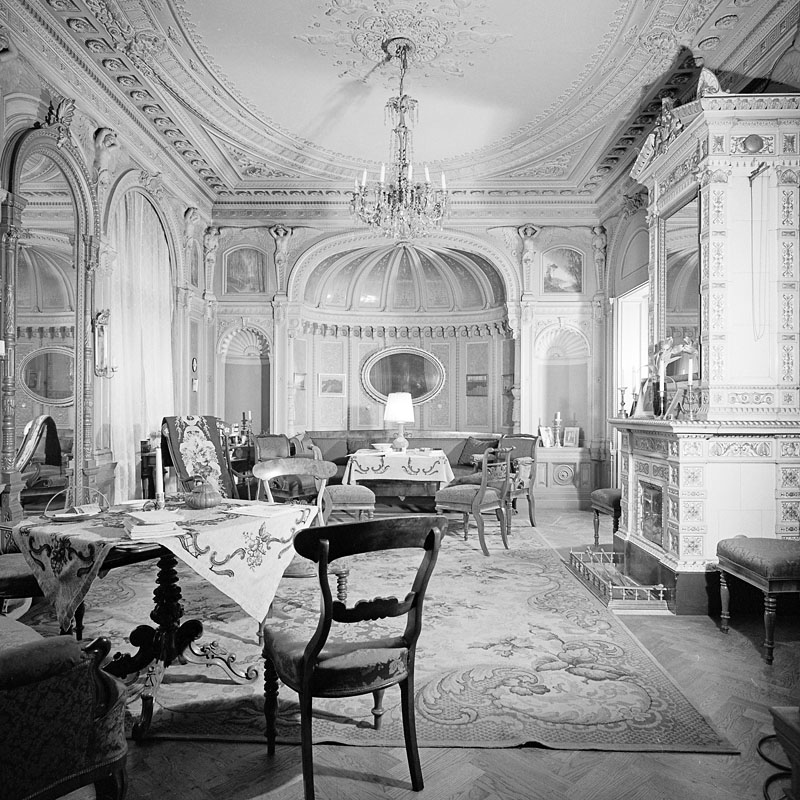
Salongen
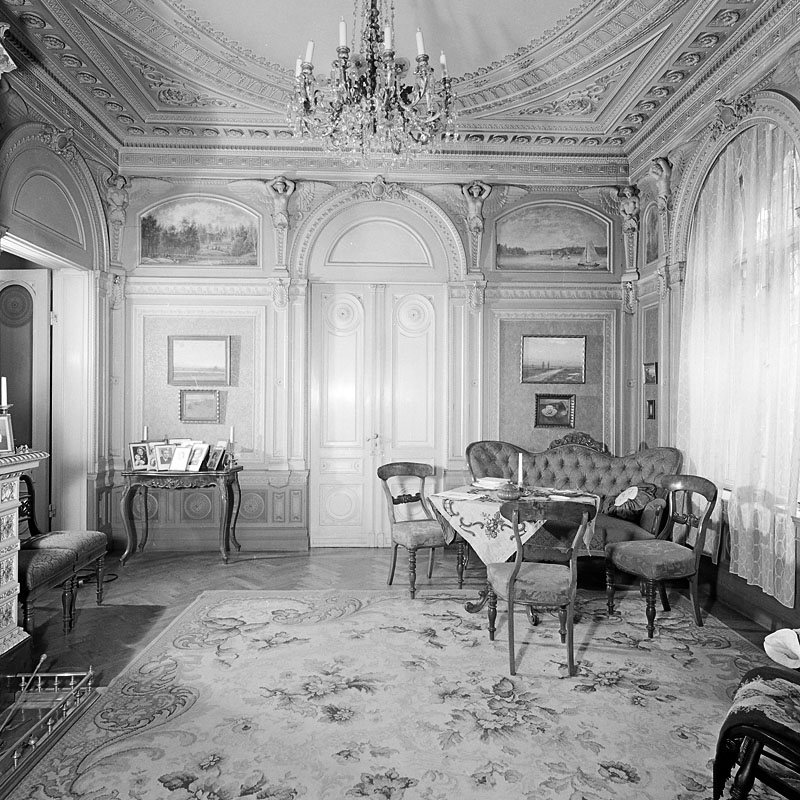
Salongen
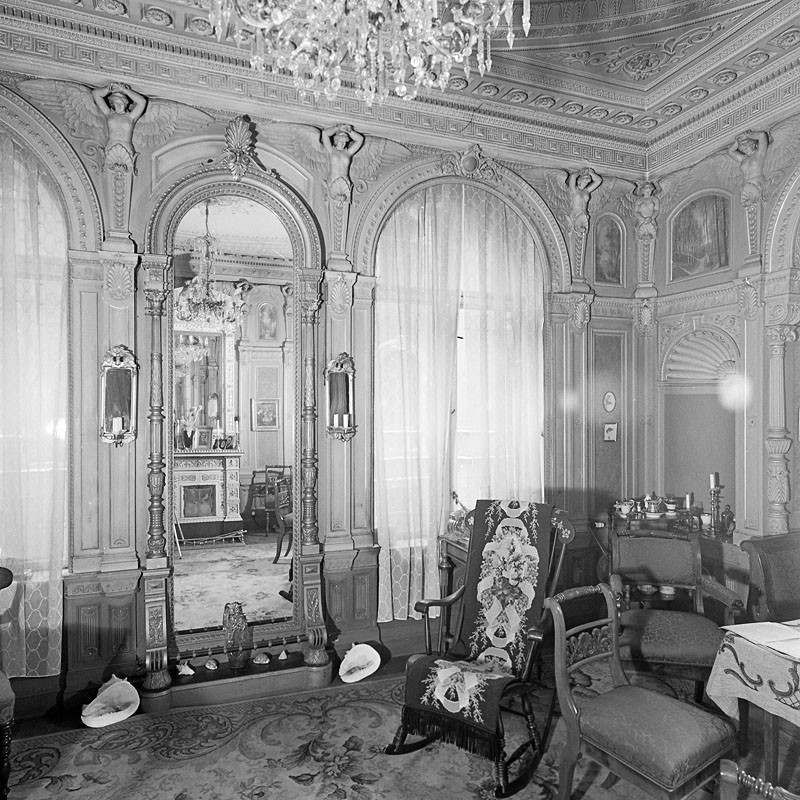
Salongen
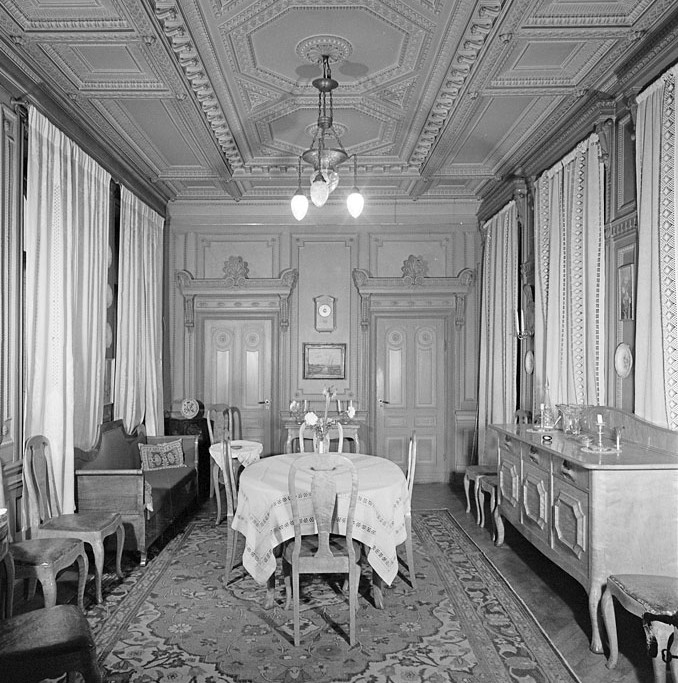
Matsalen